# This Is Going to Hurt
This is going to hurt ist eine britische Fernsehserie, die auf dem gleichnamigen Buch von Adam Kay basiert. In sieben Episoden wird das Leben von Ärzten, Pflegern und Patienten in einem Krankenhaus des britischen Gesundheitssystems NHS erzählt. Im Mittelpunkt stehen dabei der stellvertretende Stationsarzt Adam Kay und die junge Assistenzärztin Shruti, die häufig übermüdet bei knappen Ressourcen und Zeitnot am Rande der Überforderung stehen. Die Serie ist durch ihren schwarzen Humor gekennzeichnet. Vor allem Adam Kay durchbricht dabei häufig die vierte Wand und wendet sich mit sarkastischen und ironischen Kommentaren direkt an den Zuschauer.

## Handlung
Haupthandlungsort ist die gynäkologische Abteilung eines Krankenhauses im London des Jahres 2006. Der Arzt Adam Kay eckt mit seiner sarkastischen und arroganten Art häufig an. Die häufige Mehrarbeit und die Vielzahl der Probleme übersteigen dabei seine Kräfte. Gleichzeitig versucht er, die Herausforderungen kreativ zu meistern. Die drastischen Ereignisse des Tages erscheinen ihm immer wieder als Flashbacks. Durch seine Fehleinschätzung kommt es bei der Patientin Erika zu einer Frühgeburt, für die er sich verantwortlich fühlt. Die beruflichen Krisen und die Überforderung strahlen auch auf das Zusammenleben mit seinem Lebenspartner Harry ab. Zudem belastet Kay das unterkühlte Verhältnis zu seiner Mutter Veronique.
Die idealistische Shruti ist hingegen neu auf der Abteilung und wird durch die schroffe Art Kays desillusioniert. 

## Veröffentlichung
Die Serie wurde bereits 2022 vom BBC ausgestrahlt. Die deutsche Veröffentlichung fand am 17. September 2023 in der ZDF Mediathek statt, am gleichen Tag erfolgte die Premiere der ersten Episode im linearen Fernsehen, in ZDF Neo.

## Episodenliste
| Nr. | Deutscher Titel                            | Originaltitel | Erstveröffentlichung UK | Deutschsprachige Erstausstrahlung (ZDF Mediathek) | Regie        | Drehbuch |
| --- | ------------------------------------------ | ------------- | ----------------------- | ------------------------------------------------- | ------------ | -------- |
| 1   | Ein Pint Gin                               | Episode 1     | 5. Feb. 2022            | 17. Sep. 2023                                     | Lucy Forbes  | Adam Kay |
| 2   | Mal verliert man, mal gewinnen die anderen | Episode 2     | 12. Feb. 2022           | 17. Sep. 2023                                     | Lucy Forbes  | Adam Kay |
| 3   | Sisyphos ist müde                          | Episode 3     | 22. Feb. 2022           | 17. Sep. 2023                                     | Lucy Forbes  | Adam Kay |
| 4   | Glück im Unglück                           | Episode 4     | 28. Feb. 2022           | 17. Sep. 2023                                     | Lucy Forbes  | Adam Kay |
| 5   | Rien ne va plus                            | Episode 5     | 8. März 2022            | 17. Sep. 2023                                     | Tom Kingsley | Adam Kay |
| 6   | Shrutis Entscheidung                       | Episode 6     | 15. März 2022           | 17. Sep. 2023                                     | Tom Kingsley | Adam Kay |
| 7   | Der Prozess                                | Episode 7     | 22. März 2022           | 17. Sep. 2023                                     | Tom Kingsley | Adam Kay |

## Rezeption
Alexander Menden von der Süddeutschen Zeitung urteilte, dass der BBC mit This is going to hurt „erneut ein TV-Meisterwerk“ vorlege. Die Serie werde hierbei dem britischen Gesundheitsdienst „in all seiner Komplexität gerecht“. Die Leistungen von Hauptdarsteller Ben Whishaw bezeichnet er als fantastisch.
Karsten Umlauf vom SWR lobte, dass der BBC „eine differenzierte großartige Serie kreiert“ habe, „die in lakonischem Tonfall die Frage nach der Fürsorge im Gesundheitssystem stellt“.
Oliver Jungen von der Frankfurter Allgemeinen Zeitung bescheinigt, dass in der Serie „ein trotziger Altruismus“ gezeigt werde, „der zu guten Teilen auf Selbstausbeutung beruht“. Er hebt dabei die Präsenz und „bitter-ironische Würde“ von Ben Whishaw hervor.

## Ehrungen
Bei den BAFTA Television Awards 2023 wurde Ben Whishaw als bester Hauptdarsteller geehrt, zudem wurde Adam Kay für das Drehbuch und Selina MacArthur für den Schnitt ausgezeichnet.